# Piet Adema
Pieter (Piet) Adema (Opeinde, 6 november 1964) is een Nederlands politicus en bestuurder. Hij is lid van de ChristenUnie, waarvan hij acht jaar landelijk partijvoorzitter was. Van 2022 tot 2024 was hij minister van Landbouw, Natuur en Voedselkwaliteit in het kabinet-Rutte IV. Van 2007 tot 2011 was hij gedeputeerde van Friesland.

## Opleiding en loopbaan
Adema ging tot 1982 naar de mavo-4. Van 1982 tot 1987 volgde hij een opleiding energietechniek op de mts. Daarna was hij van 1987 tot 1990 licht-technisch adviseur en verkoopleider bij Brite-Lite Nederland BV. Van 1990 tot 1992 was hij commercieel manager bij installatiebedrijf Vermeerpleingroep BV.
Van 1992 tot 1998 was Adema directeur/eigenaar van Corrent Installaties en in 1994 volgde hij een opleiding bedrijfsvoering energietechniek. Van 1998 tot 1999 was hij directielid van de Breman Groep Nederland. In 1999 werd hij regiodirecteur bij VolkerWessels. Hij was interim-manager bij diverse bouwgerelateerde bedrijven tussen 2005 en 2007. 

## Politieke loopbaan

### Provincie Friesland
Rond 1990 werd Adema bestuurlijk actief binnen het Gereformeerd Politiek Verbond (GPV) in Friesland. Na de fusie in 2000 van het GPV met de Reformatorische Politieke Federatie (RPF) tot ChristenUnie was hij ook in de nieuwe partij actief. Tot 2003 was hij voorzitter van de provinciale afdeling van de ChristenUnie.
Het provinciaal partijbestuur besloot in 2006 dat bij de Provinciale Statenverkiezingen van 2007 in plaats van Rein Ferwerda een nieuwe lijsttrekker gekozen zou worden. Adema werd hiervoor gevraagd en daarmee de Friese ChristenUnie-lijsttrekker. Na die verkiezingen werd voor het eerst in Friesland en nog enkele provincies een college van Gedeputeerde Staten gevormd waar de ChristenUnie deel van uitmaakte. Adema, die met twee partijgenoten was verkozen, werd in zijn provincie gedeputeerde, met in zijn portefeuille onder meer verkeer en vervoer, milieu en armoedebeleid. Dit leidde binnen de Friese politiek tot enige controverse, omdat de ChristenUnie eerder oud-wethouder Sicco Boorsma als kandidaat-gedeputeerde had gepresenteerd.
Na de verkiezingen van 2011, waarbij hij opnieuw lijsttrekker was en de ChristenUnie opnieuw drie zetels haalde, volgde een college waarin de ChristenUnie door de Fryske Nasjonale Partij (FNP) werd vervangen.

### Waarnemend burgemeester
Adema werd eind mei 2011 tot waarnemend burgemeester van Achtkarspelen benoemd als opvolger van Tjeerd van der Zwan, die naar Heerenveen was vertrokken om daar burgemeester te worden. Adema vervulde die functie tot half januari 2013, waarna Gerben Gerbrandy aantrad als burgemeester van Achtkarspelen.
Op 12 augustus 2013 werd hij waarnemend burgemeester van Tynaarlo. Per 16 december 2014 is daar Marcel Thijsen als burgemeester benoemd. Adema stapte zelf per 22 december 2014 over naar Borger-Odoorn, waar hij als waarnemer de vacature opvulde die ontstond door het vertrek van Marco Out naar Assen. Hij werd er in juni 2015 door Jan Seton opgevolgd.

### Partijbestuur ChristenUnie
Adema trad in 2012 als politiek secretaris toe tot het landelijke bestuur van de ChristenUnie. Er waren dat jaar ook Tweede Kamerverkiezingen en hij werd voorzitter van de commissie die het landelijke verkiezingsprogramma voor de ChristenUnie schreef. 
Hij werd op 1 maart 2013 als kandidaat-partijvoorzitter voorgesteld van de ChristenUnie tijdens het Uniecongres van de partij en op 13 april dat jaar werd hij gekozen tot voorzitter, als opvolger van Klaas Tigelaar. Adema trad op 17 april 2021 na twee termijnen als voorzitter van de ChristenUnie terug en werd door Ankie van Tatenhove opgevolgd.

### Minister van Landbouw
Adema trad op 3 oktober 2022 aan als minister van Landbouw, Natuur en Voedselkwaliteit in het kabinet-Rutte IV, nadat Henk Staghouwer op 6 september van dat jaar ontslag werd verleend. Het ministerschap werd in de tussentijd door Carola Schouten waargenomen. In zijn portefeuille had hij landbouw, tuinbouw, visserij, voedselkwaliteit, dierenwelzijn en diergezondheid (DGF), kwekersrecht en de Nederlandse Voedsel- en Warenautoriteit (NVWA). Zijn ministerschap duurde tot 2 juli 2024, de dag dat het kabinet-Schoof aantrad.

## Loopbaan buiten de politiek

### Voorzitter brancheorganisaties
Hij werd nadat hij waarnemend burgemeester in Borger-Odoorn was geweest voorzitter van het bestuur van Schoonmakend Nederland, toen nog OSB (Ondernemersorganisatie Schoonmaak- en Bedrijfsdiensten), de brancheorganisatie voor schoonmaak- en glazenwassersbedrijven en in november 2017 werd hij voorzitter van het bestuur van WoningBouwersNL, toen nog NVB, de brancheorganisatie voor ontwikkelaars en bouwondernemers.

### Nevenfuncties
Daarnaast was Adema onder andere lid van het algemeen bestuur van VNO-NCW (2015-2022), lid van het hoofdbestuur van MKB-Nederland (2017-2022), lid van de raad van commissarissen van RENDO (2017-2022), lid van de raad van commissarissen van Larcom (2014-2022), voorzitter van de raad van commissarissen van WTC Leeuwarden (2013-2022) en lid van de raad van commissarissen van Woningborg (2018-2022).

## Persoonlijk
Adema is getrouwd en heeft vier kinderen.
- Parlement.com: vl1mctvgw3yd